# Level crossing rate
Il level crossing rate (lett. "percentuale di attraversamento della soglia") o LCR si usa nell'ingegneria delle telecomunicazioni applicata ai canali radio per misurare quante volte al secondo un dato processo stocastico (che modellizza il segnale ricevuto dall'antenna ricevente) attraversa da su a giù (o da giù a su) un dato livello r.

## Calcolo
Se chiamiamo il processo in questione {\displaystyle \zeta (t)} e denotiamo, come è uso, il level crossing rate con {\displaystyle N_{\zeta }(r)}, allora possiamo calcolarlo come:
{\displaystyle N_{\zeta }(r)=\int _{0}^{\infty }{\dot {x}}p_{\zeta {\dot {\zeta }}}(r,{\dot {x}})d{\dot {x}},\quad r\geq 0}
dove {\displaystyle p_{\zeta {\dot {\zeta }}}} rappresenta la funzione di densità di probabilità congiunta tra il processo stocastico in questione e la sua derivata. Il level crossing rate è importante poiché molto spesso i ricevitori sono a soglia, per cui non ricevono segnale sotto una certa soglia (che può essere espressa in Volt/metro o semplicemente in Joule) per cui può essere utile sapere quante volte al secondo il segnale vada sotto una certa soglia, e prevenire ciò con algoritmi di recupero particolari.